# Zune

Zune-Logo

Zune war ein von Microsoft entwickelter MP3-Player, der in den USA und Kanada verkauft wurde.

## Markteinführung und Modelle
Am 14. November 2006 wurde die erste Generation des Zune mit einer 30-GB-Festplatte vorgestellt. Der Verkaufspreis lag anfangs bei 250 US-Dollar, dann je nach Farbe zwischen 200 und 250. Das Gerät wurde von Toshiba gebaut und von Microsoft vertrieben.
Am 13. November 2007 folgte die zweite Generation. Die Verkaufspreise (UVP) für die Zune-Varianten mit Festplatte lagen bei 249,99 US-Dollar (120 GB) und 229,99 US-Dollar (80 GB). Die Geräte mit Flash-Speicher kosteten 179,99 US-Dollar (16 GB), 139,99 US-Dollar (8 GB) und 99,99 US-Dollar (4 GB). Diese Generation ließ Microsoft bei Flextronics fertigen, wo auch die Xbox 360 hergestellt wurde.
Gerüchte einer Markteinführung in Europa im Jahr 2007 bestätigten sich nicht.
In den USA erschien die dritte Generation im Herbst 2008 und Zune HD Herbst 2009.
Anfang Oktober 2011 gab Microsoft bekannt, keine weiteren Zune-Player zu entwickeln. Als Software wurde der Dienst jedoch zunächst fortgeführt. Am 26. Oktober 2012 wurde auch dieser mit der Einführung von Windows 8 durch Xbox Music auf Xbox 360, Windows Phone und Windows 8 abgelöst.

## Funktionen

### Radio und WLAN
Die zweite Generation des Zune war mit einem UKW-Empfänger (Frequenzbereich von 76,0 bis 108,0 MHz) und einer 80- oder 120-GB-Festplatte respektive 4-GB-, 8-GB- oder 16-GB-Flash-Speicher ausgestattet. Per WLAN (802.11b/g) konnten Musik und Fotos an andere Zune-Player in der nahen Umgebung (~10 m) weitergegeben werden. Übertragene Musikstücke wurden allerdings mit einem DRM-Schutz versehen und waren nur eingeschränkt abspielbar (3-mal, siehe Kritik). Nicht mehr abspielbare Musikstücke konnten nur noch zum Kauf über das Zune-Portal markiert werden.

### Wiedergabeformate
Zune unterstützte die Wiedergabe von Audio, Bildern, Videos und Podcasts. Die Synchronisierung kann über Wireless LAN erfolgen.
- Unterstützt wurden die Audio-Formate MP3, AAC und WMA (auch die Variante wma-lossless). Das freie Format Ogg Vorbis wurde nicht unterstützt; Hörbücher im Audible-Format erst mit dem Zune 3.0 Update.
- Für Bilder war das JPEG-Format vorgesehen.
- Videos konnten im Format H.264, WMV oder MPEG-4 abgespielt werden, sie mussten hierzu an die Bildauflösung des Geräts angepasst werden, was die Verwaltungssoftware übernimmt. Microsofts eigener Standard PlaysForSure wurde durch Zune nicht unterstützt.
- Audio- und Video-Podcasts wurden zuletzt sowohl von der Software als auch vom Player unterstützt.

Am 8. September 2008 hatte Microsoft das Zune 3.0 Update für den 16. September 2008 angekündigt, das am Radio gehörte Songs zum späteren Onlinekauf über den Zune Marketplace Taggen ließ. Zu den weiteren angekündigten Funktionalitäten zählen: „Music Channels“ mit vom Besitzer bevorzugter Musik (vgl. Last.fm), der Kauf von Songs direkt vom Gerät beim „Zune Marketplace“ und zwei Spiele, Hexic und Texas Hold’em. Das Update unterstützte Hörbücher von Audible und das von (US-amerikanischen) öffentlichen Büchereien verwendete Medienformat OverDrive.

## Aussehen

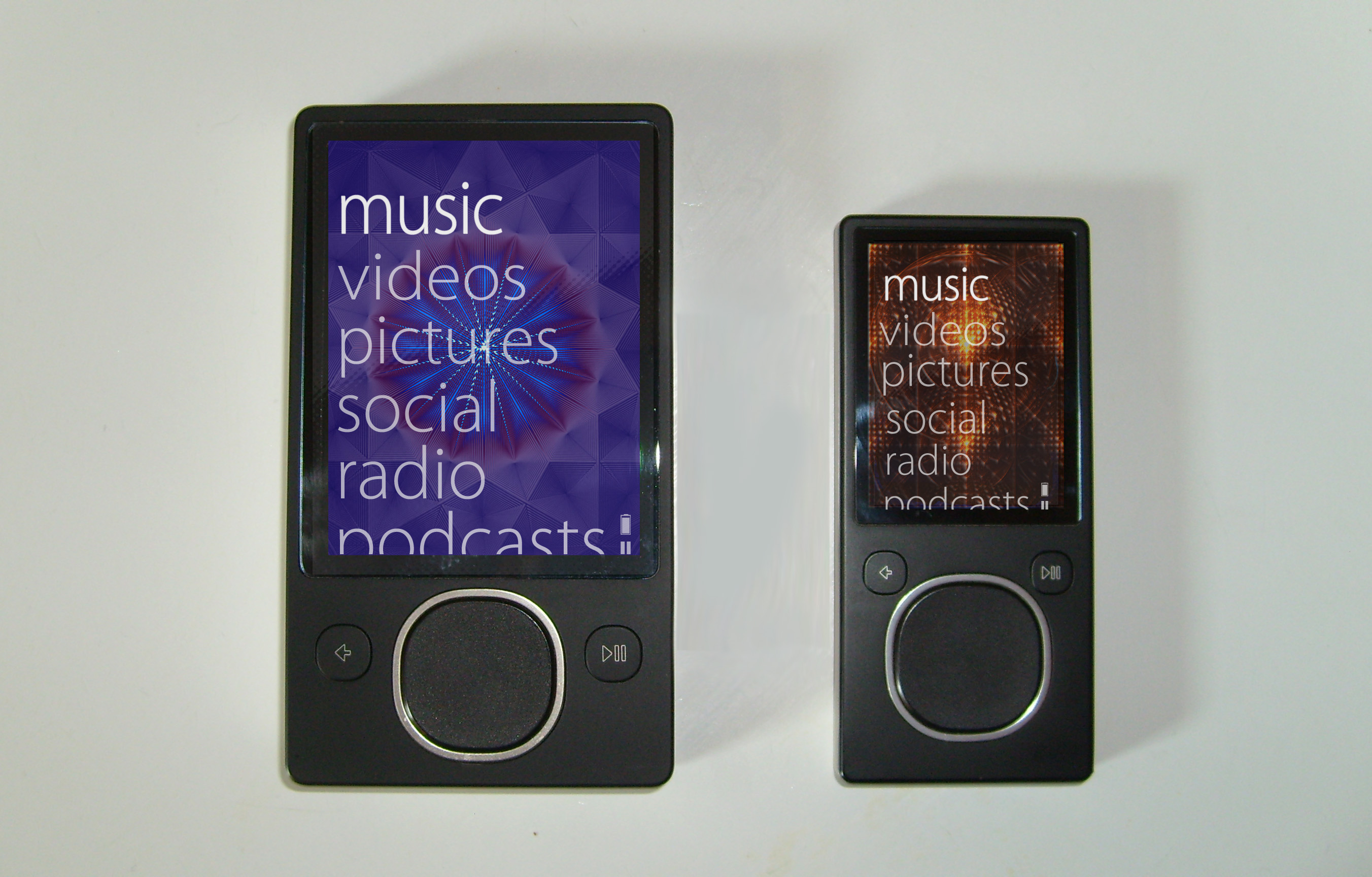
Zune 80/120 und Zune 4/8/16 (Menüsystem)

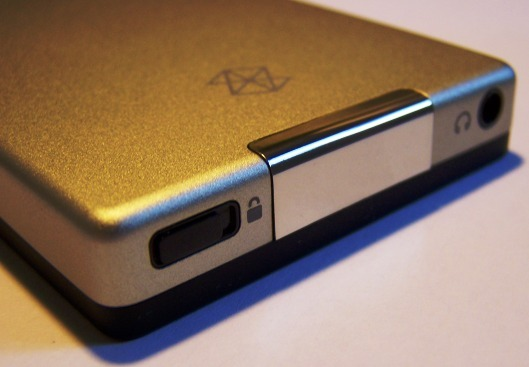
Zune 80, Oberseite (Kopfhöreranschluss und AV-Output)

### Geräte-Varianten und Display
Die Geräte der zweiten Generation mit 80 GB (Festplatte) wurden in Rot und Schwarz verkauft, die 120-GB-Variante ausschließlich in Schwarz. Sie verfügten über ein 3,2 Zoll großes QVGA-Display, das hochkant angeordnet ist. Der iPod Classic dagegen hatte ein 2,5″ großes Display, das quer angeordnet war. Die Auflösung im Verhältnis 4:3 der beiden Displays war dieselbe (320 × 240 Pixel). Knapp drei Viertel der Vorderseite des Zune wurde vom Bildschirm eingenommen.
Die zweite Generation des Zune mit Flash-Speicher war in den Farben Schwarz, Rot, Rosa und Grün (4 GB) erhältlich, die 8-GB- zusätzlich in Blau und die neue 16-GB-Variante in Schwarz. Das ebenfalls QVGA auflösende Display maß 1,8″ und nahm etwas mehr als die Hälfte der Vorderseite des Zune ein.
Die dritte Generation des Zune, genannt Zune HD, verfügte über 16, 32 oder 64 Gigabyte Flash-Speicher. Die 16-GB-Variante wurde in Schwarz, die 32-GB-Variante in Silber vertrieben. Sie verfügten über einen 3,3″ großen, kapazitiven Touchscreen, der multi-touch-fähig und hochkant angeordnet war. Ein Lagesensor ließ jedoch auch die Verwendung im Querformat zu. Die Auflösung im 16:9-Format des Bildschirms betrug 480 × 272 Pixel; darüber hinaus ist der Zune HD fähig um 720p-Videos (bis 30 fps) wiederzugeben. Da solch kleine Displays jedoch nicht in der Lage waren, hochauflösende Videos abzuspielen, wurde ein HDMI-Kabel für den Fernseher mitgeliefert.

### Bedienung
Die erste Generation des Zune besaß ein Steuerkreuz, welches optisch stark am „Click Wheel“ des iPod angelehnt war. Im Gegensatz zum „Click Wheel“ verfügte das Steuerkreuz jedoch über keine berührungsempfindlichen Eigenschaften. Das Steuerkreuz erlaubte dem Nutzer über die Funktionen „oben“ und „unten“, „links“ und „rechts“ sowie mittig zum „Bestätigen“ von Menüeinträgen das Interface zu bedienen. Außerdem besaß der Zune noch eine „Zurück“- und „Play/Pause“-Taste.
Bei der zweiten Generation ersetzte Microsoft das ursprüngliche Steuerkreuz durch ein eigens entwickeltes Touchpad („Zune Pad“) mit 24 mm Durchmesser. Das Touchpad erlaubte dem Nutzer nun sowohl horizontal als auch vertikal durch das Interface zu scrollen. Unter dem Touchpad befand sich jedoch noch weiterhin ein Steuerkreuz, sodass der Nutzer bei der Bedienung nicht zwangsweise auf das Touchpad angewiesen war. Auf diese Weise umging man einige Nachteile eines Touchpad. So ließ sich der Zune dann beispielsweise auch noch mit Handschuhen oder feuchten Fingern bedienen.
Bei der Musikwiedergabe wurde der Zune hochkant gehalten, während er bei der Wiedergabe von Bildern und Videos um 90° nach Links gedreht wurde. Spiele gaben die „korrekte“ Haltung selbst vor. So hielt man den Zune beim Spiel „Hexic“ hochkant, während er bei „Texas Hold'em“ quer gehalten wurde.

## Technische Daten
|                         |                         | Zune 30       | Zune 4         | Zune 8         | Zune 16        | Zune 80       | Zune 120      | Zune HD        | Zune HD        | Zune HD        |
| ----------------------- | ----------------------- | ------------- | -------------- | -------------- | -------------- | ------------- | ------------- | -------------- | -------------- | -------------- |
| Speicher                | Typ                     | Festplatte    | Flash-Speicher | Flash-Speicher | Flash-Speicher | Festplatte    | Festplatte    | Flash-Speicher | Flash-Speicher | Flash-Speicher |
| Speicher                | Kapazität               | 30 GB         | 4 GB           | 8 GB           | 16 GB          | 80 GB         | 120 GB        | 16 GB          | 32 GB          | 64 GB          |
| max. Akkulaufzeit in h  | max. Akkulaufzeit in h  | 14            | 24             | 24             | 24             | 30            | 30            | 33             | 33             | 33             |
| Gewicht in g            | Gewicht in g            | 174           | 47             | 47             | 47             | 128           | 128           | 72,5           | 72,5           | 72,5           |
| Maße in mm              | Höhe                    | 111,76        | 91,5           | 91,5           | 91,5           | 108,2         | 108,2         | 104            | 104            | 104            |
| Maße in mm              | Breite                  | 60,96         | 41,4           | 41,4           | 41,4           | 61,21         | 61,21         | 53             | 53             | 53             |
| Maße in mm              | Tiefe                   | 15,24         | 8,5            | 8,5            | 8,5            | 12,95         | 12,95         | 9              | 9              | 9              |
| Display                 | Größe                   | 3″            | 1,8″           | 1,8″           | 1,8″           | 3,2″          | 3,2″          | 3,3″           | 3,3″           | 3,3″           |
| Display                 | Auflösung               | 240 × 230     | 240 × 230      | 240 × 230      | 240 × 230      | 240 × 230     | 240 × 230     | 480 × 272      | 480 × 272      | 480 × 272      |
| Erscheinungsdatum (USA) | Erscheinungsdatum (USA) | November 2006 | November 2007  | November 2007  | November 2008  | November 2007 | November 2008 | September 2009 | September 2009 | April 2010     |
| Einführungspreis in USD | Einführungspreis in USD | 249,95        | 149,99         | 199,99         | 199,00         | 249,99        | 249,99        | 199,99         | 269,99         | 349,99         |

## Zune Marketplace
Parallel zu dem Player hatte Microsoft in den USA einen eigenen Musik-Download-Shop gestartet, auf dem Titel für den Zune erworben und heruntergeladen werden konnten. Damit wollte Microsoft die Marktführerschaft von Apples iTunes Store angreifen. Presseberichten zufolge sollte mit einem Werbeetat von 500 Millionen US-Dollar ein großer Marktanteil erreicht werden.
Der Download pro Song kostete 79 Microsoft Points, umgerechnet 0,99 US-Dollar – diese Verrechnungseinheit wurde auch bei Xbox Live genutzt. Diese Points konnten in Blöcken von 400 für fünf US-Dollar gekauft werden. Daneben gab es im „Zune Marketplace“ eine Flatrate („Zune Pass“) für 15 US-Dollar im Monat, wobei unbegrenzt viele Titel aus dem Repertoire zwar heruntergeladen, aber wegen des Digital Rights Management nur für die Dauer des Abonnements angehört werden konnten. Seit dem 19. November 2008 war es Nutzern des „Zune Pass“ erlaubt, pro Monat zehn beliebige Lieder aus dem Marketplace zu behalten.
Der Zune Marketplace hielt zwischenzeitlich rund drei Millionen Titel vor, Konkurrent iTunes über zehn Millionen.
Zu den weiteren Angeboten des Zune Marketplace zählten Videos von Fernsehproduktionen, wie Heroes, South Park, Dr. House und EUReKA sowie Podcasts.
Die endgültige Einstellung des Dienstes erfolgte im November 2015. Kunden können seit diesem Zeitpunkt, im Falle eines Datenverlustes, ihre erworbene Musik nicht mehr abrufen.

## Zubehör
Im Lieferumfang der Zune-Varianten befanden sich, vergleichbar mit den meisten Anbietern von Playern, jeweils die Kopfhörer und ein USB-2.0-Anschlusskabel zur Synchronisierung mit dem PC (Windows XP und Vista) und zum Aufladen des eingebauten Akkus.
Das Zubehörangebot des Herstellers umfasste Ende 2008:
- Home A/V Pack: Dockingstation, Ladegerät, Kabel für den Anschluss an ein Fernsehgerät, Fernbedienung
- Car Pack: FM-Transmitter, Ladekabel für den Zigarettenanzünder, Kabelfernbedienung
- Premium Headphones: In-Ear Kopfhörer mit drei Adaptern zur Anpassung an die Ohrgröße sowie ein Schutzbehälter
- AC Adapter: Netzladegerät
- Lederetui für die Flash-Player mit 4/8/16 GB

## Spieleentwicklung für Zune
Mit dem XNA Framework, einer von Microsoft zur Verfügung gestellten Sammlung von Programmierschnittstellen, wurde es jedem ermöglicht, Spiele für den Zune zu entwickeln. Mangels entsprechender Bereiche im Zune Marketplace war der Vertrieb der so entstehenden Spiele zu der Zeit jedoch nicht möglich.

## Kritik
Mit DRM geschützte Aufnahmen konnte der Zune nur abspielen, wenn diese aus Microsofts „Zune Marketplace“ stammten. Lieder aus anderen, eigentlich mit Microsoft kooperierenden Online-Musikdiensten (durch Nutzung des WMA-Formats und dessen DRM-Schutzes) waren nicht mit dem Zune kompatibel. Das von Microsoft initiierte PlaysForSure wurde ebenfalls nicht unterstützt.
Der DRM-Schutz der ersten Generation sah vor, dass die von Zune zu Zune übertragenden Musikstücke lediglich dreimal und innerhalb von drei Tagen abgespielt werden konnten. Mit der Einführung der zweiten Generation hatte Microsoft jedoch den DRM-Schutz ein wenig gelockert und die Beschränkung von drei Tagen vollständig aufgehoben. Somit blieb noch die Einschränkung, ein Lied nur dreimal abspielen zu können.
Diese Einschränkung betraf auch Eigenkompositionen und Stücke, die eigentlich lizenzfrei waren. Diese auf den ersten Blick merkwürdige Einschränkung traf bei vielen Kunden auf Unverständnis. Ein Lied zählte nach der ersten Minute Abspieldauer als abgespielt. Stücke unter zwei Minuten Länge galten als abgespielt, sobald die Hälfte des Liedes abgespielt wurde. Nicht mehr abspielbare Musikstücke konnten nur noch zum Kauf über das Zune-Portal markiert werden. Des Weiteren konnten von einem anderen Zune empfangene Musikstücke nicht weiterübertragen werden. Ebenfalls wurde es den Musiklabels zugestanden, die Übertragung der Stücke mancher Künstler gänzlich zu verbieten.
Die WLAN-Funktionalität beschränkte sich in der ersten Generation auf die Fähigkeit, Stücke von Zune zu Zune zu übertragen. Mit der Einführung der zweiten Generation war es möglich, seinen Zune mit dem PC per WLAN zu synchronisieren. Die alte Generation bekam diese Fähigkeit über ein Firmware-Update nachgereicht.
Modelle der ersten Generation mit 30-GB-Festplatte stürzten am 31. Dezember 2008 sämtlich ab und ließen sich nicht neu starten. Der Hersteller gab ein Problem mit dem Schaltjahr 2008 als Grund für die Fehlfunktion an. Dieser Fehler erregte weltweite mediale Aufmerksamkeit.

## Modifikationen
Die österreichische überregionale Tageszeitung Der Standard berichtete, es sei trotz Bemühungen seitens Microsoft möglich, das DRM des Gerätes zu umgehen. Wie das Onlineportal ComputerBase berichtete, ist die Rechteverwaltung fehlerhaft implementiert und lässt sich auf unterschiedliche Weise relativ leicht umgehen. Auch eine Nutzung als Datenträger wurde so möglich.